# Đường Hồ Chí Minh trên biển
Về các con đường khác cùng tên "Đường Hồ Chí Minh", xem Đường Hồ Chí Minh (định hướng).
Đường Hồ Chí Minh trên biển là tên gọi của tuyến hậu cần chiến lược trên Biển Đông, đảm bảo nhiệm vụ vận tải quân sự đặc biệt, do Hải quân nhân dân Việt Nam và Quân giải phóng miền Nam Việt Nam thực hiện bí mật trên Biển Đông. Tuyến đường được chính thức thành lập ngày 23 tháng 10 năm 1961, để vận chuyển tăng cường nguồn nhân lực và vũ khí từ miền Bắc Việt Nam chi viện cho Quân Giải phóng miền Nam trong Chiến tranh Việt Nam.
Trong suốt quá trình tồn tại, đường Hồ Chí Minh trên biển có hai nghìn lần tàu thuyền vượt biển, vận chuyển hàng chục ngàn cán bộ từ Bắc vào Nam và chi viện cho chiến trường hàng ngàn cán bộ và gần 160 nghìn tấn vũ khí, cập 19 bến bãi thuộc địa bàn 9 tỉnh miền Nam, góp phần vào thắng lợi của sự nghiệp giải phóng Miền Nam, thống nhất đất nước .

## Lịch sử hình thành và phát triển
Tiền thân
Tiền thân đường Hồ Chí Minh trên biển là hải lộ ven bờ do những người trong hàng ngũ Việt Minh ở Nam Bộ thực hiện lần đầu tiên. Năm 1946, lực lượng Việt Minh ở Nam Bộ đã tổ chức chuyến đi của một thuyền đánh cá xuất phát từ Thạnh Phong, huyện Thạnh Phú, tỉnh Bến Tre ra Bắc xin tiếp tế vũ khí. Tàu cập bến trong vùng Việt Minh kiểm soát tại Tuy Hòa, Phú Yên. Những người trên tàu ra Bắc bằng tàu hỏa. Số vũ khí được Quân đội nhân dân Việt Nam cung cấp cũng được chuyển vào Phú Yên bằng tàu hỏa và chất lên thuyền chở vào Bến Tre.

### Xây dựng lực lượng:
- Khảo sát, thăm dò những hàng rào của đối phương và xây dựng phương phương án tổ chức.
- Đóng tàu và tổ chức đoàn đi
- Tổ chức hệ thống bến bãi tiếp nhận, kho tàng

Trước sự phát triển của phong trào cách mạng miền Nam Việt Nam, năm 1959, Bộ Chính trị Việt Nam và Quân ủy Trung ương quyết định tổ chức nghiên cứu mở tuyến đường vận tải trên biển chi viện trực tiếp cho Quân Giải phóng miền Nam.
Tháng 7-1959, tiểu đoàn vận tải biển 603 được thành lập, đóng tại cửa biển sông Gianh- Quảng Bình với tên gọi là "Tập đoàn đánh cá Sông Gianh". Thuyền được nguỵ trang giống thuyền đánh cá của ngư dân miền Nam. Sau một thời gian tập luyện, thăm dò và chuẩn bị mọi mặt, đêm ba mươi Tết Canh Tý (ngày 27 tháng 1 năm 1960), chuyến tàu đặc biệt đầu tiên xuất phát, gồm 2 tàu và 6 người, do Nguyễn Bất chỉ huy đã đi chuyến vào Khu 5. Nhưng chuyến tàu bị gặp bão, thuyền bị hỏng nặng rồi lại gặp tàu tuần tra của địch, phải thả hàng xuống biển rồi rút lui.
Thời kỳ ban đầu, đoàn tàu gồm các tàu vận tải cỡ nhỏ để thâm nhập vào miền Nam, mặc dù có số hiệu đầy đủ, song để giữ bí mật, các tàu này không sơn số hiệu lên thân tàu. Vì thế, những con tàu này được biết đến với tên gọi chung là "Đoàn tàu Không số".
Từ tháng 6 năm 1961 đến tháng 2 năm 1962, những người lãnh đạo của Mặt trận dân tộc giải phóng miền Nam Việt Nam ở các tỉnh Bến Tre, Cà Mau, Trà Vinh, Bà Rịa đã cử năm con thuyền gỗ từ miền Nam ra miền Bắc để báo cáo tình hình, xin tiếp tế vũ khí và sau đó trực tiếp vận chuyển vũ khí cũng như dẫn đường cho các tàu tiếp tế giả dạng tàu đánh cá từ Bắc vào Nam. Những người chỉ huy chủ chốt gồm các ông Phan Văn Nhờ (tức Tư Mau), bà Nguyễn Thị Định, ông Bông Văn Dĩa... Trong số 5 chiếc thuyền gỗ, chiếc thuyền của Bà Rịa đã bị lực lượng tuần duyên của Hải quân Việt Nam Cộng hòa chặn bắt tại ngoài khơi Cam Ranh. Không phát hiện thấy nghi ngờ, con thuyền này được trả tự do. Sau đó nó bị bão đánh trôi dạt đến đảo Hải Nam. Đây là chiếc thuyền do ông Dương Quang Đông, nguyên Ủy viên thường vụ Xứ ủy Nam Kỳ của Đảng Cộng sản Đông Dương trước năm 1945, nguyên là cán bộ hậu cần của Việt Minh tại Khu VIII trong Kháng chiến chống Pháp được giao nhiệm vụ mua sắm. Tuy nhiên, khi di chuyển đến Bà Rịa, ba người cũng đi với ông Đông đã bị quân Việt Nam Cộng hòa bắn chết và tịch thu số tiền mà tổ công tác của ông được tổ chức giao cho để mua thuyền. Nhờ có bà Nguyễn Thị Mười ở Phước Hải, Long Đất đã dồn tiền của trong nhà tổng cộng 10 cây vàng để đóng góp, chiếc thuyền này được mua về và được sử dụng trong chuyến liên lạc, vận chuyển đầu tiên. Tham gia chuyến vượt biển trên con thuyền của Bà Rịa còn có ông Lê Hà, con trai bà Mười, sau này trở thành một trong các thuyền trưởng đầu tiên trên các con tàu không số.
Tháng 10 năm 1961, Bộ Chính trị và Quân ủy Trung ương Việt Nam quyết định thành lập tổ chức tuyến hậu cần chiến lược Bắc-Nam trên biển. Trung tướng Trần Văn Trà, Phó Tổng tham mưu trưởng được Quân ủy Trung ương giao nhiệm vụ chỉ đạo tổ chức xây dựng tuyến đường này.
Ngày 23 tháng  10 năm 1961, Thứ trưởng Bộ Quốc phòng Hoàng Văn Thái ký Quyết định số 97/QP thành lập Đoàn 759, là nòng cốt của Đoàn tàu không số, sau này trở thành Lữ đoàn 125 thuộc Hải quân nhân dân Việt Nam. Đoàn 759 có trách nhiệm chi viện vũ khí cho miền Nam bằng đường biển. Trung tá Đoàn Hồng Phước được giao nhiệm vụ làm Đoàn trưởng. Đây là đơn vị đầu tiên đảm nhận nhiệm vụ vận tải vũ khí, hàng hóa vào chiến trường miền Nam bằng các con tàu không số, mở ra sự phát triển mới của Đường Hồ Chí Minh trên biển.
Tại Nam Bộ, Bộ Chỉ huy quân khu IX của Quân giải phóng miền Nam Việt Nam được giao nhiệm vụ thành lập Trung đoàn 962 chuyên trách nhiệm vụ chuẩn bị bến bãi tại bờ biển các tỉnh Trà Vinh, Bến Tre, Cà Mau. Bộ chỉ huy các Khu V, VI, VIII cũng được lệnh thiết lập các bến bãi bí mật để đón nhận nguồn ngân lực và vũ khí, đạn dược, phương tiện quân sự...  từ miền Bắc chi viện cho Quân giải phóng miền Nam  bằng đường biển.

### Giai đoạn (1962-1965): Kịp thời và hiệu quả
Đêm 12-10-1962, chiếc tàu "Phương Đông 1" gồm 10 thủy thủ dưới sự chỉ huy của thuyền trưởng Lê Văn Một, chính trị viên Bông Văn Dĩa chở hơn 30 tấn vũ khí rời bến k15, Đồ Sơn (Hải Phòng) đi về phương Nam. Đến sáng ngày 19-10-1962, tàu vào tới Chùm Gọng (Vàm Lũng, Tân An) an toàn. Tàu "Phương Đông 1" đã đi vào lịch sử, chính thức khai thông tuyến vận tải quân sự đường biển - Tuyến vận tải chiến lược - Sau chuyến đi thành công của tàu "Phương Đông 1", ba chiếc tàu khác cũng đã cập bến Cà Mau an toàn; cùng với các bến Trà Vinh, Bến Tre, Bà Rịa hình thành các cụm bến đón nhận những chuyến hàng đầu tiên của tuyến vận tải Đường Hồ Chí Minh trên biển.
Sau một thời gian chuẩn bị và đi chuyến đầu tiên thành công, từ tháng 9 - 12/1962, Đoàn 759 đã tổ chức 4 tàu vỏ gỗ, chuyển được 119 tấn vũ khí, đạn cập bến Bồ Đề (Cà Mau) an toàn. Năm 1963, Đoàn 125 bắt đầu sử dụng cả tàu vỏ sắt và vỏ gỗ, chuyển 23 chuyến vũ khí vào cả 4 bến của Nam Bộ (trong đó có 3 chuyến hàng không tới đích); năm 1964 chuyển được 59 chuyến hàng.
Trong thời gian này tuyến đường Trường Sơn trên bộ (được thành lập từ tháng 5 năm 1959), tuy đã rất khẩn trương tiến hành soi đường, gùi hàng, vũ khí vào chiến trường. Nhưng những năm đầu do địa hình phía Đông Trường Sơn quá hiểm trở, mặt khác lại bị địch đánh phá ngăn chặn quyết liệt, nên hoạt động đã gặp nhiều khó khăn...
Trong khi đó tuyến vận tải trên biển đã nhanh chóng sớm phát huy được hiệu quả, nên thời kỳ đầu (1962 - 1965), những con tàu không số đã kịp thời phát huy hiệu quả, trở thành tuyến chi viện chiến lược chủ yếu cho chiến trường Nam Bộ và Nam Trung Bộ. Đã có 89 chuyến tàu chở 4.419 tấn hàng (chủ yếu là vũ khí, đạn dược) chuyển vào Khu 5 và chiến trường Nam Bộ từ tháng 9/1962 đến tháng 2/1965.
Phát huy những kết quả giai đoạn 1962-1965, trong những năm tiếp theo, bộ đội ta đã luôn sáng tạo, hoàn thành mọi mục tiêu đề ra, cụ thể được khái quát là:

### Giai đoạn (1965-1973)
• Thời kỳ (1965-1968): Từ sau Sự kiện Vũng Rô, bị mất đi yếu tố bí mật, đội tàu vận tải phải đi xa bờ và chuyển sang hình thức "lừa miếng" - đi bằng phương pháp hàng hải thiên văn .
• Thời kỳ (1968-1969): Chuyển sang phương án vận chuyển gián tiếp.
• Thời kỳ (1969-1975
): Tiếp tục phương án vận chuyển trực tiếp.
Từ tháng 2-1965 đến tháng 1-1973 là giai đoạn khó khăn nhất nhưng hết sức hào hùng của tuyến chi viện chiến lược trên biển. Sau sự kiện xảy ra với tàu C143 ở Vũng Rô (Phú Yên), yếu tố bí mật của tuyến chi viện chiến lược trên biển của Việt Nam không còn nữa. Nhưng công việc tiếp tế cho miền Nam bằng đường biển vẫn phải tiếp tục, buộc quân Giải phóng phải chuyển hướng vận chuyển từ phương thức trực tiếp sang phương thức gián tiếp. Bằng phương pháp vận chuyển này, trong một năm (từ 1-11-1968 đến 31-10-1969), lực lượng vận tải biển đã đưa vào cảng sông Gianh 21.737 tấn vũ khí. Từ đây, số vũ khí này được chuyển vào Nam theo đường bộ. Ngoài ra, trong giai đoạn này, cán bộ chiến sĩ Đoàn 125 còn tham gia chiến dịch vận tải VT5 - Vận tải tranh thủ tụt thang (từ tháng 11-1968 đến năm 1969), cùng các lực lượng trong và ngoài quân đội vận chuyển hàng chục vạn tấn vũ khí, lương thực, xăng dầu... từ Hải Phòng vào các tỉnh Nam Khu 4, tạo chân hàng cho tuyến chi viện chiến lược trên bộ (Đoàn 559).
Tính chung, trong 4 năm (1965-1968), tuyến đường trên biển tổ chức được 27 chuyến tàu, song chỉ có 7 chuyến đến đích, giao được 410,4 tấn hàng (chủ yếu cho Nam Bộ), 11 chuyến phải quay trở lại miền Bắc do nhiều nguyên nhân, 6 chuyến phải tự phá hủy tàu để tránh bị địch thu giữ, 3 chuyến bị địch chiếm tàu. Trước tình hình đó, Việt Nam đã tranh thủ sự giúp đỡ của Vương quốc Campuchia, chuyển hướng tổ chức vận chuyển bằng tàu biển quốc tế đưa hàng viện trợ quân sự vào cảng Xihanúcvin, sau đó thuê tàu của quân đội Hoàng gia Campuchia tiếp tế cho chiến trường Nam Bộ và một phần cho chiến trường Tây Nguyên. Bằng cách này, từ 1966-1969, đã có 10 chuyến tàu, chuyển 90.870 tấn hàng cập cảng Xihanúcvin, trong đó có 21.473 tấn vũ khí, đạn dược; chuyển về chiến trường miền Nam được 18.703 tấn.
Từ năm 1971 đến 4/1972, hải quân Mỹ phong tỏa, kiểm soát rất gắt gao trên tuyến biển , khiến hầu hết các chuyến tàu chở vũ khí vào Nam của Đoàn 125 phải quay lại. Ngày 27/7/1971, Quân khu 9 thành lập Đoàn 371 dưới dạng tàu đánh cá hợp pháp. Được tàu của Đoàn 125 hộ tống, dẫn dắt từng chuyến đi qua các vùng biển nguy hiểm, hai năm 1971- 1972, Đoàn 371 đã vận chuyển được 31 chuyến với 520 tấn vũ khí vào Quân khu 9.
Đồng thời với việc đẩy mạnh đưa hàng vào cảng sông Gianh, Quân chủng Hải quân chọn một số tàu và thủy thủ có kinh nghiệm tiếp tục vận chuyển vào Nam theo đường Hồ Chí Minh trên biển.

### Giai đoạn (1973-1975)
Sau Hiệp định Paris, hải quân Mỹ rút đi, tàu vận tải chuyển sang phương thức hoạt động công khai. Từ 1973 đến 1975, tuyến chi viện chiến lược bằng đường biển đã dốc toàn bộ lực lượng và phương tiện, sử dụng hàng ngàn lượt chuyến tàu chuyển vũ khí và vật chất các loại vào các chiến trường.
Đoàn 125 được trang bị thêm nhiều tàu mới có trọng tải 100 tấn trở lên. Đoàn 125 đã tham gia cùng ngành Hậu cần vận chuyển từ miền Bắc vào Quảng Bình và Cửa Việt, tạo chân hàng chi viện cho miền Nam qua đường Hồ Chí Minh trên bộ. Trong 2 năm 1973-1974, Đoàn đã huy động 380 lượt tàu, vận chuyển hàng chục ngàn tấn hàng, đưa 2.042 lượt người từ hậu phương vào tiền tuyến và các đảo. Đặc biệt, trong Tổng tiến công và nổi dậy Xuân 1975, đã sử dụng 140 lượt chuyến tàu, vận chuyển 6.282 tấn vũ khí và vật chất khác, cùng cán bộ chiến sĩ vào tăng cường cho chiến trường Nam Bộ và Khu 5, cơ động bộ đội đặc công chiến đấu giải phóng các đảo thuộc quần đảo Trường Sa, Cù Lao Thu, các đảo phía Nam và Tây Nam của Tổ quốc. Trong đó, Đoàn 125 đã vận chuyển vào chiến trường 17.473 cán bộ chiến sĩ, 40 xe tăng, 7.786 tấn vũ khí, nhiên liệu, góp phần giải phóng miền Nam, giải phóng Quần đảo Trường Sa và các đảo trên vùng biển Tây Nam

## Kỳ tích một Con đường huyền thoại:
Đường Hồ Chí Minh trên biển - bước phát triển mới của nghệ thuật chiến tranh nhân dân Việt Nam thời đại Hồ Chí Minh, làm nên bao kỳ tích của một con đường huyền thoại, đã hoàn thành sứ mệnh, góp phần quan trọng  trong sự nghiệp giải phóng miền Nam, thống nhất đất nước:
- Một là, tuyến Hậu cần chiến lược trên biển bảo đảm thời gian nhanh hơn, kịp thời hơn, vũ khí trang bị đồng bộ và đạt hiệu quả cao, nên sớm phát huy được hiệu quả, đặc biệt là ngay thời kỳ đầu (giai đoạn 1962 - 1965), những con tàu không số của tuyến đường Hồ Chí Minh trên biển, sau khi chính thức được khai thông (tàu Phương Đông 1, tháng 10-1962) đã ngay lập tức phát huy hiệu quả, trở thành tuyến chi viện chiến lược chủ yếu (cùng với hàng qua  cảng Sihanoukville, đạt 80% khối lượng hàng chi viện cho chiến trường Nam Bộ và Nam Trung Bộ). Bởi trong thời gian này tuyến đường Trường Sơn trên bộ trong những năm đầu do địa hình phía Đông Trường Sơn quá hiểm trở, mặt khác lại bị địch đánh phá ngăn chặn quyết liệt, nên hoạt động hết sức khó khăn, phải cho tới  khi mở thông thêm tuyến đường sang phía Tây Trường Sơn vào mùa khô 1964-1965, mới phát huy được vận tải cơ giới thì đường Trường Sơn mới thực sự trở thành tuyến chi viện chiến lược Bắc - Nam.
- Hai là, Tuyến chi viện chiến lược trên biển đã được vận hành hết sức tài tình và sáng tạo, nên trong thực tiễn dù gặp bất cứ hoàn cảnh khó khăn phức tạp đến đâu, bộ đội ta cũng khắc phục và sáng tạo vượt qua và hoàn thành xuất sắc những mục tiêu đề ra.
- Ba là, tuyến chi viện chiến lược trên biển còn vận chuyển nhanh chóng và an toàn những loại "hàng đặc biệt"[5][6], đó là những ngoại tệ mạnh, những loại máy móc thiết bị quý hiếm... Và đặc biệt hơn cả là đã đưa đón an toàn tuyệt đối hàng trăm cán bộ cấp cao của Đảng, Nhà nước, quân đội và các chuyên gia đầu ngành tăng cường cho chiến trường như các đồng chí: Lê Đức Anh (đi Tàu 55 vào Nam Bộ năm 1964 và đi Tàu 159.TT của Đoàn 371 ra miền Bắc tháng 11-1973), Võ Văn Kiệt (đi Tàu 159.TT vào Nam Bộ tháng 10-1973), Bùi Phùng (đi Tàu 65 vào Nam Bộ năm 1964), Nguyễn Thế Bôn (đi Tàu 55 vào Nam Bộ năm 1964), Nguyễn Hòa (đi tàu 56 vào Nam Bộ năm 1964), Hoàng Thế Thiện (đi tàu 69 vào Nam Bộ năm 1964), Nguyễn Trọng Xuyên (đi Tàu 67 vào Nam Bộ năm 1964), Nguyễn Thiện Thành (đi Tàu 69 vào Nam Bộ năm 1964), Hồ Văn Huê, Bùi Cát Vũ (đi Tàu 165 vào Nam Bộ năm 1964), Ung Răng (đi Tàu 55 vào Nam Bộ năm 1965)...
- Bốn là: Góp phần quan trọng trong cuộc Tổng tiến công và nổi dậy mùa Xuân 1975, thực hiện chỉ thị "thần tốc", "đại thần tốc" của Đại tướng, Tổng Tư lệnh Võ Nguyên Giáp, bộ đội Đường Hồ Chí Minh trên biển đã thần tốc vận chuyển "130 lượt với 143 chuyến tàu, chở 8.741 tấn vũ khí hạng nặng gồm 50 xe tăng và đại pháo; đưa 18.741 cán bộ, chiến sĩ vượt 65.721 hải lý để kịp tham gia chiến đấu", hiệp đồng tác chiến với cánh quân vũ trang khác trong cuộc chiến cuối cùng giải phóng biển đảo thân yêu của tổ quốc.

## Phát triển tổ chức và hoàn chỉnh các tuyến vận tải quân sự trên biển

#### Các đơn vị:
- Đoàn 759

Ngày 23 tháng 10 năm 1961, Bộ Quốc phòng ra quyết định thành lập Đoàn hải quân 759, sau này trở thành Lữ đoàn 125 của Hải quân nhân dân Việt Nam. Đây là đơn vị đầu tiên đảm nhận nhiệm vụ vận tải vũ khí, hàng hóa vào chiến trường miền Nam bằng các con tàu không số, mở ra sự phát triển mới của Đường Hồ Chí Minh trên biển.
- Đoàn 962

Tại Nam Bộ, Bộ Chỉ huy quân khu IX của Quân giải phóng miền Nam Việt Nam được giao nhiệm vụ thành lập Trung đoàn 962 chuyên trách nhiệm vụ chuẩn bị bến bãi tại bờ biển các tỉnh Trà Vinh, Bến Tre, Cà Mau. Bộ chỉ huy các Khu V, VI, VIII cũng được lệnh thiết lập các bến bãi bí mật để đón nhận vũ khí, đạn dược, phương tiện và các hàng hóa khác từ miền Bắc Việt Nam chuyển vào bằng đường biển.
- Đoàn 950

#### Phương tiện:
- Tàu, thuyền gỗ
- Tàu sắt
- Tàu hai đáy

#### Các tuyến chính
- Tuyến ven bờ
- Tuyến tiếp giáp lãnh hải
- Tuyến hàng hải quốc tế

### Các căn cứ và bến bãi:
- K15

K15 là bí danh được đặt tên cho bến tàu xuất phát có quy mô lớn đầu tiên của các con tàu không số vận chuyển người và vũ khí từ Bắc vào Nam bằng đường biển trong Chiến tranh Việt Nam. Nó còn có tên khác là "Vạn Xét". Bến này được mở lần đầu tiên tại các thôn Vạn Hoa và Vạn Sơn (Đồ Sơn, Hải Phòng), do Trung đoàn công binh 83 xây dựng. Đây là một vịnh nhỏ ăn sâu vào đất liền ở bờ Đông bán đảo Đồ Sơn, Hải Phòng. Vịnh này có ba phía là núi, đường ra biển duy nhất nằm ở hướng Tây Nam, độ sâu khoảng 3 m khi thủy triều xuống và đến 4 m khi thủy triều lên. Cầu cảng được xây hình chữ T. Thân chính rộng 6 m, dài 60 m; thân ngang rộng 6 m, dài 12 m. Toàn bộ cầu tàu được làm bằng bê tông cốt thép dạng khung chịu lực kiểu dầm gác hai đầu. Ngày 15 tháng 5 năm 1964, cầu tàu K15 bắt đầu hoạt động. Tuy ra đời sau tuyến vận tải quân sự bí mật trên biển đầu tiên từ Quảng Bình vào miền Nam và các chuyến tàu từ miền Nam ra miền Bắc nhận vũ khí và trở lại miền Nam nhưng lịch sử Hải quân nhân dân Việt Nam vẫn coi đây như "Cột km số 0" của các tuyến đường mòn Hồ Chí Minh trên biển.
Cầu cảng K15 đánh dấu một bước chuyển biến lớn của Đường Hồ Chí Minh trên biển. Đó là việc các tàu sắt được đưa vào sử dụng, dần thay thế cho các con tàu gỗ kém an toàn. Trong quá trình hoạt động, cảng K15 đã tổ chức xếp hàng và xuất phát cho 88 chuyến vận tải quân sự trên biển, gồm 4.919 tấn vũ khí đạn dược và hàng nghìn tấn hàng hóa khác. Do được ngụy trang rất kín đáo nên trong suốt cuộc Chiến tranh Việt Nam, không quân và hải quân Hoa Kỳ vẫn không phát hiện được cầu cảng K15. Sau nửa thế kỷ, đặc biệt từ năm 1975 đến nay không còn được hoạt động, công trình đã hư hại nặng. Hiện nay, tại bãi biển Vạn Sơn (Đồ Sơn, Hải Phòng) chỉ còn lại di tích các cọc bê tông của cầu tàu trên bến cảng quân sự bí mật K15.
- Cửa Hội
- Cửa Sót
- Cửa Gianh
- Cửa Nhật Lệ
- Hố Chuối
- Sa Huỳnh

Sa Huỳnh là một làng chài cổ đồng thời là một bãi biển nổi tiếng ở miền Trung Trung Bộ với nghề đánh cá từ lâu đời. Trong quá trình hoạt động của "Đường Hồ Chí Minh trên biển"; Sa Huỳnh là một trong những bến bãi tiếp nhận vũ khí, đạn dược, hàng hóa do các chuyến tàu không số chuyên chở từ miền Bắc gửi vào cho Quân giải phóng miền Nam Việt Nam tại chiến trường Khu V.
- Quy Thiện

Địa điểm Quy Thiện thuộc xã Phổ Hiệp, huyện Đức Phổ, tỉnh Quảng Ngãi. Là một trong các bến đỗ dự bị của các chuyến tàu không số trong trường hợp tàu bị hỏng, là nơi tránh trú khi gặp bão lớn hoặc bị hải quân Việt Nam Cộng hòa vây ráp. Tháng 3 năm 1968, tại đây đã diễn ra cuộc hội ngộ không hẹn mà gặp giữa các cán bộ, nhân viên của Bệnh xá Đức Phổ nổi tiếng do bác sĩ Đặng Thùy Trâm lãnh đạo với các thủy thủ Tàu 43 khi tàu bị không quân và hải quân Việt Nam Cộng hòa bắn hỏng. Các thủy thủ phải đổ bộ lên bờ và được người dân trong vùng bí mật đưa đến trạm xá này để cứu chữa. Sau đó, họ được Bộ Chỉ huy Khu V của Quân giải phóng miền Nam tổ chức vượt Trường Sơn trở lại miền Bắc.
- Ba Làng An
- Lộ Diêu

Bến này nằm trên địa bàn phường Hoài Nhơn Đông, tỉnh Gia Lai. Ở vào vị trí giữa đèo Lộ Diêu trong và đèo Lộ Diêu ngoài, phía Tây là núi, phía Đông là bãi biển, Lộ Diêu được chọn làm bến trung chuyển vũ khí, đạn dựoc và hàng hóa do các con tàu không số chở từ miền Bắc vào chiến trường khu V. Bến Lộ Diêu bắt đầu hoạt động từ ngày 1 tháng 1 năm 1964 khi đón con tàu đầu tiên chở hàng chục tấn vũ khí xuất phát từ Hòn Dấu, Hải Phòng đi vào.
Địa điểm này nay thuộc huyện Long Đất, tỉnh Bà Rịa – Vũng Tàu. Đây là bến xuất phát của một trong năm con thuyền gỗ đầu tiên mở tuyến đường Hồ Chí Minh trên biển từ Nam ra Bắc và ngược lại. Trong quá trình hoạt động, bến này đã đón 3 tàu không số cập bến, vận chuyển 109 tấn vũ khí cho Quân giải phóng miền Nam Việt Nam tại Khu IX.
- Rạch Cỏ
- Cồn Tàu

Đây là bến chính trong hệ thống bến bãi Trà Vinh, nằm ở gần cửa Cung Hầu, một trong ba cửa chảy ra biển của sông Hậu, thuộc huyện Duyên Hải. Bến này bắt đầu hoạt động từ tháng 6 năm 1963 khi đón chuyến tàu sắt đầu tiên chở 44 tấn vũ khí từ Bắc vào Nam.
- Khâu Lầu
- Thạnh Phong

Còn được những người lính của Trung đoàn vận tải 962 đặt cho biệt danh là Bến "Ông Hai Ghiền". Địa điểm này nay thuộc xã Thạnh Phong, huyện Thạnh Phú, tỉnh Bến Tre. Đây là nơi xuất phát của con tàu đầu tiên của Việt Minh ở vùng Tây Nam Bộ ra Bắc xin vũ khí để tổ chức kháng chiến chống Pháp từ năm 1946. Từ năm 1961 đến năm 1962, 2 chuyến tàu của lực lượng Quân giải phóng miền Nam Việt Nam ở Tây Nam Bộ cũng xuất phát từ đây ra Bắc xin chi viện vũ khí và trở về an toàn. Bến này cũng với các bến Cồn Tra và Cồn Lợi hợp thành một hệ thống bến bãi đón nhận vũ khí, đạn dược, hàng hóa của Quân giải phóng miền Nam Việt Nam tại tỉnh Bến Tre. Mặc dù theo sự bố trí của Quân Giải phóng miền Nam Việt Nam, Thạnh Phong thuộc khu VIII nhưng lại đóng vai trò là bến trung chuyển lớn cho cả miền Đông và miền Tây Nam Bộ trong thời kỳ đầu (1961-1963). Kho cất giữ vũ ký bí mật phục vụ cho bến Thạnh Phong được xây dựng dưới lòng đất tại xã Thạnh Thới A, gần bến phà Cầu Ván, thuộc huyện Mỏ Cày, tỉnh Bến Tre. Xã Thạnh Thới A cũng là nơi đóng sở chỉ huy Trung đoàn vận tải 962 của Quân giải phóng miền Nam Việt Nam tại Khu IX.
- Vàm Lũng

Bến này do ông Bông Văn Dĩa (sau này là thượng tá hải quân) lựa chọn và xác định thay cho hai con lạch Bồ Đề và Rạch Gốc tuy sâu và rộng hơn nhưng dễ bị lộ hơn. Địa điểm này thuộc huyện Ngọc Hiển, tỉnh Cà Mau. Tại đây có một con rạch lớn sâu từ 2 đến 3 m. Hai bên có rừng đước rộng lớn che phủ. Các tàu pha sông biển cỡ nhỏ có trọng tải dưới 100 tấn có thể ra vào được và dễ dàng ẩn nấp dưới các rặng đước cao và rậm rạp. Tháng 10 năm 1962, bến này bắt đầu hoạt động khi đón con tàu gỗ mang mật danh "Phương Đông 1" chở 30 tấn vũ khí từ miền Bắc vào cho Quân giải phóng miền Nam Việt Nam tại Khu IX. Trong toàn bộ thời gia hoạt động, bến này đã dón 68 chuyến tàu tiếp tế từ miền Bắc vào.
Cảng cá Rạch Giá là căn cứ nửa công khai, nửa bí mật của đoàn tàu hai đáy do Trung đoàn vận tải 950 thuộc Khu IX, Quân Giải phóng miền Nam Việt Nam phụ trách. Bến này đi vào hoạt động từ nửa sau năm 1968. Gọi là nửa công khai vì bề ngoài, đây là một cảng cá, gọi là nửa bí mật vì đây là một bến tiếp nhận vũ khí vận chuyển bằng đường biển. Bến cảng này đánh dấu một phương pháp vận chuyển mới: "trên cá, dưới súng đạn". Do tàu gỗ có cấu tạo hai đáy nên bề ngoài, nó giống như một tàu đánh cá bình thường. Nhưng giữa hai lớp đáy có một khoảng trống để cất giấu vũ khí, đạn dược và các hàng hóa khác. Do sự kiểm soát gắt gao của Hải quân Việt Nam Cộng hòa khi phát hiện một tàu hai đáy bị hỏng máy và được kéo về bờ, bến này phải tạm ngừng hoạt động từ giữa năm 1973 đến đầu năm 1975, khi Chiến dịch Mùa Xuân 1975 bắt đầu được khởi động.
- Cảng Sihanoukville  (Campuchia)

## Một số trận đánh quan trọng

### •Sự kiện Vũng Rô
Sự kiện Vũng Rô ngày 16 tháng 2 năm 1965 là một chứng cớ hiển nhiên đối với những nghi ngờ từ lâu từ Mỹ và Việt Nam Cộng hòa về các hoạt động tiếp tế bằng đường thủy của miền Bắc Việt Nam cho lực lượng vũ trang của Quân Giải phóng miền Nam Việt Nam.
Hội đồng Tham mưu Liên quân Mỹ đã phát động Chiến dịch Market Time để phong toả vùng biển ven bờ vô cùng rộng lớn của miền Nam Việt Nam, nhăm ngăn chặn các tàu đánh cá lưới rà thực chất là tàu chở lén vũ khí của miền Bắc.

### • Sự kiện tàu 235 và thuyền trưởng Nguyễn Phan Vinh
Ngày 31-1-1968 (đêm 30 rạng sáng mồng Một tết Mậu Thân), cuộc tổng tiến công của Quân giải phóng miền Nam Việt Nam đồng loạt nổ ra. Quân chủng Hải quân Nhân dân Việt Nam nhận lệnh chuẩn bị 4 tàu chở vũ khí vào miền Nam. Tàu 235 do trung úy Nguyễn Phan Vinh làm thuyền trưởng nhận nhiệm vụ vận chuyển 14 tấn vũ khí, đạn dược chi viện cho tỉnh Khánh Hòa.
Ngày 27-2-1968, tàu 235 bí mật rời bến Đồ Sơn, tiến vào Nam. Sau 2 ngày đêm hành quân trên vùng biển quốc tế, 18 giờ ngày 29-2-1968, tàu 235 đến ngang vùng biển Nha Trang thì bị máy bay của không quân VNCH phát hiện. Thuyền trưởng Nguyễn Phan Vinh nhận định tàu đã bị lộ nên lệnh cho các chiến sĩ ngụy trang cẩn thận, chờ đêm tối để chuyển hướng vào bờ; đồng thời chuẩn bị thả hàng và sẵn sàng chiến đấu. 23 giờ đêm 29-2, khi còn cách Hòn Hèo khoảng 6 hải lý thì 7 tàu chiến của QLVNCH đã bất ngờ xuất hiện và dàn hàng ngang, triển khai đội hình phục kích bao vây với ý định bắt sống tàu 235. Thuyền trưởng Nguyễn Phan Vinh đã lệnh cho các thủy thủ thả khói mù, điều khiển tàu lách qua đội hình các tàu chiến VNCH đến vị trí bến thuộc bờ biển Ninh Phước, huyện Ninh Hòa (Khánh Hòa). Do không liên lạc được với lực lượng trực bến đón tàu, thuyền trưởng Vinh ra lệnh thả hàng xuống biển và di chuyển sang vùng biển Ninh Văn để bảo đảm bí mật thả hàng. 1 giờ 30 phút ngày 1-3-1968, phía bên ngoài, các tàu chiến VNCH khép chặt vòng vây, trên không có máy bay lên thẳng vũ trang yểm trợ. Cuộc chiến không cân sức diễn đã ra quyết liệt, nhiều thủy thủ trên tàu 235 đã bị thương, máy tàu hỏng nặng. Biết không thể thoát khỏi vòng vây, Nguyễn Phan Vinh ra quyết định hủy tàu để bảo đảm bí mật. Thuyền trưởng lệnh cho tất cả thủy thủ bơi vào bờ trước. Trên tàu chỉ còn lại thuyền trưởng Nguyễn Phan Vinh và thợ máy Ngô Văn Thứ. Hai người đã chuẩn bị kíp nổ và trực tiếp điểm hỏa khối thuốc nổ hủy tàu rồi nhảy xuống nước bơi vào bờ. 2 giờ sáng, một cột lửa bùng lên kèm theo tiếng nổ dữ dội chấn động cả vùng biển, hất tung một nửa thân tàu 235 lên triền núi Bà Nam. Sau giây phút hoảng loạn, QLVNCH điều thêm máy bay và trọng pháo bắn phá, dọn đường cho quân đổ bộ lên bờ nhằm bao vây bắt sống thủy thủ đoàn Tàu 235. Cuộc chiến đấu trên bộ giữa thuyền trưởng Nguyễn Phan Vinh cùng thợ máy Ngô Văn Thứ với lính bộ binh VNCH diễn ra vô cùng ác liệt. Hai người đã chiến đấu đến viên đạn cuối cùng rồi hy sinh.
Ngày 25-8-1970, liệt sĩ Nguyễn Phan Vinh được truy tặng danh hiệu Anh hùng Lực lượng vũ trang nhân dân Việt Nam . Tên của thuyền trưởng Nguyễn Phan Vinh được đặt cho hòn đảo nhỏ trên quần đảo Trường Sa vốn có tên là Hòn Sập là: Đảo Phan Vinh.

## Một số tàu hoạt động trên tuyến đường Hồ Chí Minh trên biển
Tàu 43
Cho đến nay, nguồn tư liệu viết về tàu 43 rất ít ỏi. Theo thông tin từ phóng sự "Huyền thoại tuyến "Đường mòn Hồ Chí Minh trên biển", được Nhà báo Nguyễn Thành Luân (Báo Đại Đoàn Kết) thuật lại, qua lời kể của ông Nguyễn Văn Đức, thuyền phó tàu 43.
Trong ký ức không thể quên, Thuyền phó Nguyễn Văn Đức kể lại một trong những trận chiến đấu ác liệt vào đêm 27-2-1968, khi tàu 43 bị truy đuổi quyết liệt, buộc phải rút về hướng Sa Huỳnh (Quảng Ngãi).
Khi tàu vào gần đến bờ thì bất ngờ bị cả tàu và trực thăng quần đảo nã đạn dữ dội, tàu bị hư hỏng nặng, dạt vào bờ, có 3 thủy thủ hi sinh ngay trên tàu, số còn lại từ bị thương đến trọng thương phải nhảy xuống biển. Thuyền phó Nguyễn Văn Đức cũng bị trọng thương. Trước tình thế nguy kịch, thuyền trưởng Nguyễn Đắc Thắng lệnh cho hủy tàu và đưa số anh em bị thương lội vào bờ nhờ nhân dân che chở.
Về trận càn ác liệt trên, sau này được thuyền trưởng Nguyễn Đức Thắng kể lại với nhà văn Nguyên Ngọc khi ông đi làm bộ phim Đường mòn trên Biển Đông. Đến sáng 28-2-1968, khi một số ngư đi dân đánh cá ven biển thuộc thôn Quy Thiện, xã Phổ Hiệp đã phát hiện các thủy thủ và đưa đi trú ẩn. Sau đó, họ được du kích địa phương cáng lên băng bó và điều trị vết thương tại bệnh xá Đức Phổ (nay là bệnh xá Đặng Thùy Trâm).

## Danh sách Anh hùng lực lượng vũ trang nhân dân của Đường Hồ Chí Minh trên biển

### Cá nhân:
Dưới đây là danh sách các cán bộ chiến sĩ của Hải quân Nhân dân Việt Nam được phong hoặc truy phong danh hiệu Anh hùng lực lượng vũ trang nhân dân vì thành tích đối với Đường Hồ Chí Minh trên biển.
| STT | Họ tên                     | Năm sinh | Năm phong | Quê quán                     |
| --- | -------------------------- | -------- | --------- | ---------------------------- |
| 1   | Lê Văn Một (liệt sĩ)       | 1921     | 2011      | Châu Thành, Tiền Giang       |
| 2   | Hồ Đắc Thạnh               | 1934     | 2011      | Tuy Hòa, Phú Yên             |
| 3   | Đỗ Văn Sạn                 | 1936     | 2011      | Thiệu Hóa, Thanh Hóa         |
| 4   | Đinh Đạt (liệt sĩ)         | 1915     | 2011      | Thăng Bình, Quảng Ngãi       |
| 5   | Huỳnh Văn Sao (liệt sĩ)    | 1912     | 2011      | thành phố Trà Vinh, Trà Vinh |
| 6   | Dương Văn Lộc (liệt sĩ)    | 1915     | 2011      | Tam Kỳ, Quảng Nam            |
| 7   | Bông Văn Dĩa               | 1905     | 1967      | Ngọc Hiển, Cà Mau            |
| 8   | Đặng Văn Thanh             | 1928     | 1967      | Thuận Nam, Ninh Thuận        |
| 9   | Nguyễn Phan Vinh (liệt sĩ) | 1933     | 1970      | Điện Bàn, Quảng Nam          |
| 10  | Nguyễn Văn Hiệu (liệt sĩ)  | 1932     | 1978      | Thăng Bình, Quảng Nam        |
| 11  | Nguyễn Văn Cứng            | 1927     | 2005      | Ngọc Hiển, Cà Mau            |
| 12  | Hồ Đức Thắng               | 1922     | 1967      | Cầu Ngang, Trà Vinh          |
| 13  | Nguyễn Chánh Tâm           | 1935     | 2005      | Bình Thủy, Cần Thơ           |
| 14  | Phan Văn Nhờ               | 1925     | 1985      | Giá Rai, Bạc Liêu            |
| 15  | Nguyễn Phan Vinh           | 1933     | 1968      | Điện Bàn, Quảng Nam          |

### Tập thể:
- Lữ đoàn 125 Hải quân (2 lần: 1967, 1976)
- Tàu 42 (1970)
- Tàu 41 (1973)
- Tàu 154 (1975)
- Tàu 165 (2001)
- Tàu 55 (2011)[11]
- Tàu 54 (2011)[11]
- Tàu 43 (2011)[11]
- Tàu 121 (2011)[11]
- Tàu 56 (2011)[11]
- Tàu 235 (2011)[11]
- Tàu 69 (2011)[11]

## Tưởng niệm
- Đường Hồ Chí Minh trên biển đã  gánh chịu không ít những tổn thất, hy sinh. Đó là việc để đảm bảo bí mật tuyệt đối, bắt buộc ta  phải cho nổ Tàu 143 ở Vũng Rô (2-1965); có hàng chục chuyến tàu xuất bến phải đi vòng vèo tránh địch hoặc buộc phải quay trở về. Trong số 168 con tàu đã ra đi từ năm 1966 đến năm 1972, có 8 con tàu không bao giờ trở về, khi đã buộc phải phá hủy để xóa dấu vết nhằm bảo đảm bí mật tuyệt đối của tuyến đường. Trong quá trình thực hiện nhiệm vụ đặc biệt này, "đã có 117 cán bộ, chiến sĩ hy sinh quên mình trên biển". Như những chiến sĩ: Phan Vinh, Huỳnh Ngọc Trạch, Nguyễn Chánh Tâm, ... và bao đồng chí khác đã vĩnh viễn nằm lại dưới lòng biển bao la, sâu thẳm.
- Ngày 16, 17 tháng 10 năm 2010, Phó Thủ tướng Trương Vĩnh Trọng đã đến xã Thạnh Hải, huyện Thạnh Phú, tỉnh Bến Tre để lập đàn cầu siêu cho vong linh các liệt sĩ trên biển đã chết do chìm tàu. Xây dựng bia tưởng niệm gần biển là một tảng đá (nặng 2 tấn) có khắc dòng chữ: "Đời đời nhớ ơn các anh hùng liệt sĩ đã hi sinh trên biển".
- Tổ quốc và nhân dân đời đời ghi nhớ và tri ân các anh, những chiến sĩ đã làm nên kỳ tích Đường Hồ Chí Minh trên biển.